# Listă de comune din județul Tulcea
Această listă de comune din județul Tulcea cuprinde toate cele 46 comune din județul Tulcea în ordine alfabetică.

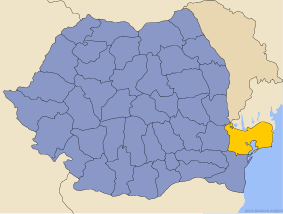
Judeţul Tulcea

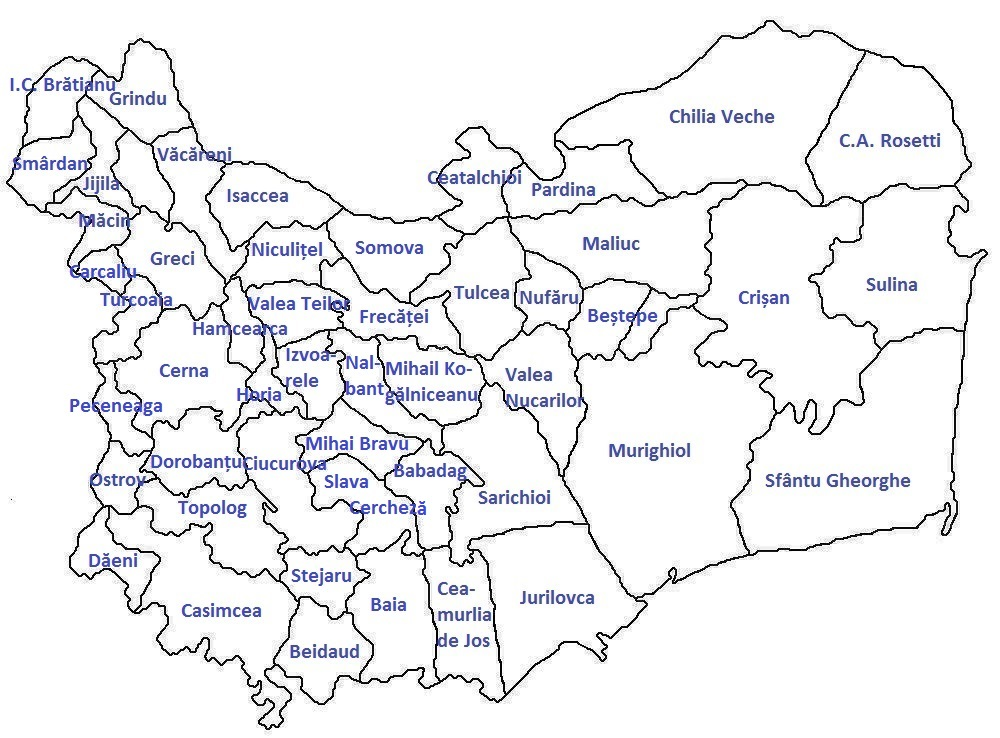
Harta judeţului cu împărţirea administrativ-teritorială

1. Baia
2. Beidaud
3. Beștepe
4. C.A. Rosetti
5. Carcaliu
6. Casimcea
7. Ceamurlia de Jos
8. Ceatalchioi
9. Cerna
10. Chilia Veche
11. Ciucurova
12. Crișan
13. Dăeni
14. Dorobanțu
15. Frecăței
16. Greci
17. Grindu
18. Hamcearca
19. Horia
20. I.C. Brătianu
21. Izvoarele
22. Jijila
23. Jurilovca
24. Luncavița
25. Mahmudia
26. Maliuc
27. Mihai Bravu
28. Mihail Kogălniceanu
29. Murighiol
30. Nalbant
31. Niculițel
32. Nufăru
33. Ostrov
34. Pardina
35. Peceneaga
36. Sarichioi
37. Sfântu Gheorghe
38. Slava Cercheză
39. Smârdan
40. Somova
41. Stejaru
42. Topolog
43. Turcoaia
44. Valea Nucarilor
45. Valea Teilor
46. Văcăreni